# Regino (fiume)
Il Regino  è un piccolo fiume francese che scorre nel dipartimento della Corsica settentrionale. 

## Percorso

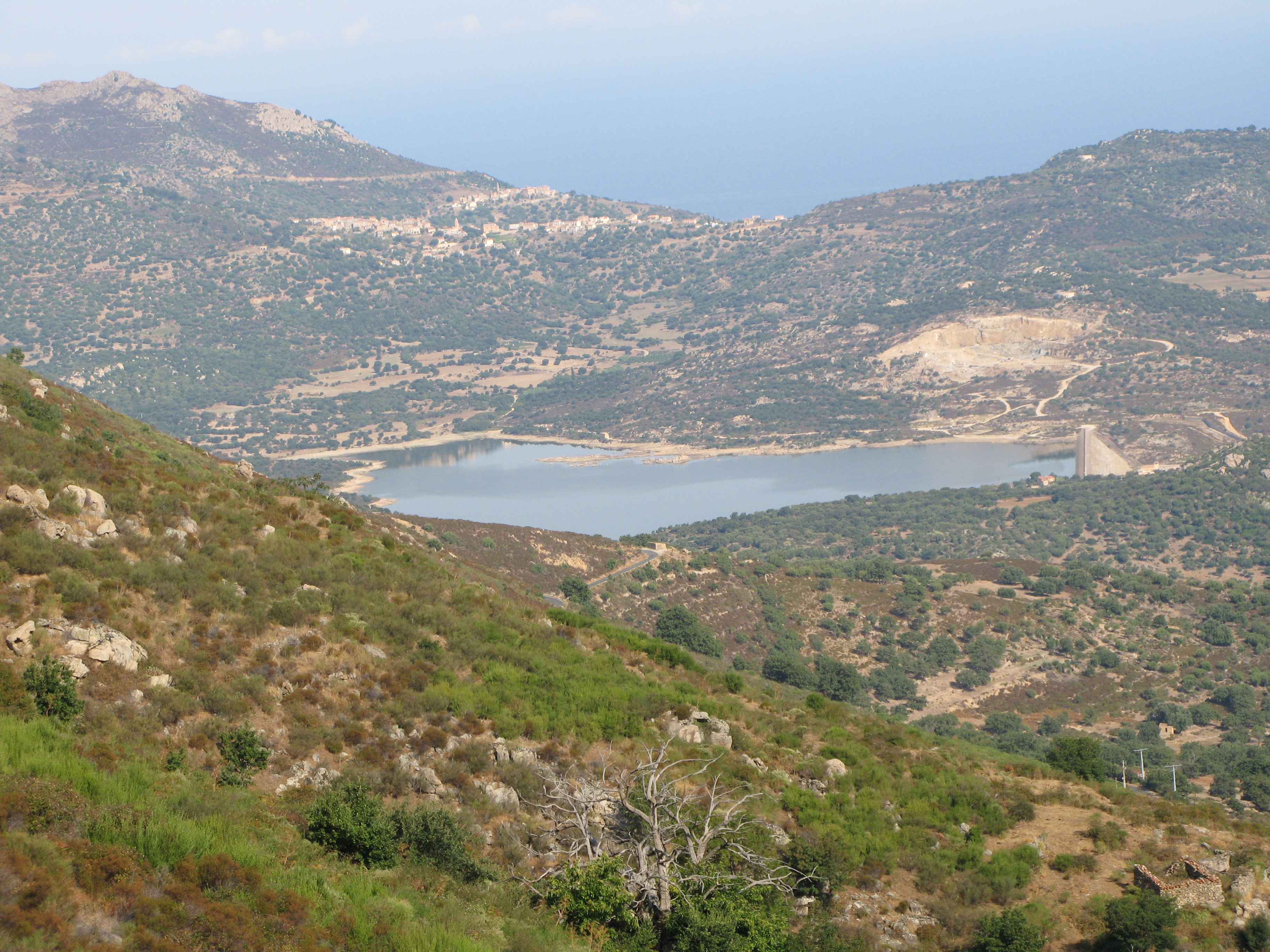
Il lago di Codole

Questo fiume costiero nasce nel versante occidentale del San Parteo, a 1 350 m, nel territorio comunale di Feliceto. Il tratto iniziale viene anche denominato Ruisseau de Pacciani. Scorre dapprima in direzione nord-ovest e prende la direzione nord-est che la mantiene per tutto il suo percorso. Percorre 19,4 km per poi gettarsi nel mar Mediterraneo in località Lozari, nel comune di Belgodere.
Lungo il suo corso è stato creato uno sbarramento artificiale che forma il lago di Codole.